# Zdravko Širola
Zdravko Širola "Cajo" (12. rujna 1951. — 20. kolovoza 2019.), hrvatski glazbenik iz Pule. Svirao je udaraljke i bubnjeve. 1976. godine svirao je na albumu Mile Rupčića. Svirao je u Atomskom skloništu od 1981 g. do 1987. godine na petorima albumima. 
U Atomce je došao 1981. godine, zamijenivši Sašu Dadića. Osim bubnjeva svirao je i klavijature. Svirao je u postavi u kojooj su bili i Sergio Blažić Đoser, Bruno Langer i Dragan Gužvan, po mnogima najboljoj postavi Skloništa. Svirao na slavnom koncertu na beogradskom hipodromu 1981. godine pred 60 tisuća ljudi gdje su bili kao nositelji programa prvog dana dvodnevnog festivala Hipodrom ’81., na kojem je drugog dana svirao Iron Maiden. Širola je u Atomcima svirao od albuma Extrauterina (1981.) sve do Đoserove smrti 1987. godine, s kojim je bio posljednji nastup s 1986. godine. Poslije sviranja u Atomskom skloništu svirao je na svečanostima i ostalim raznim manifestacijama. 
U sjeni djelovanja u Atomskom skloništu ostalo je Širolin skladateljski i aranžerski rad, čega je primjer suradnja s Liviom Morosinom i Rade Šerbedžijom Vila z Učke. Tu je i glazbeno pedagoški rad. U sklopu OKUD Istre Širola je bio mentor bubnjeva, višegodišnji predavač -mentor bubnjeva u sklopu Ljetnog glazbenog kampa Skolion pri udruzi "KRUG" te je bio aktivni član udruge Istarski kulturni sabor "IKS", HGU-a, HDS-a, ZAMP-a i HUZIP-a. Umro je ljeta 2019. godine.

## Vanjske poveznice
- ZAMP